# トレバー・ブッカー
トレバー・フィッツジェラルド・ブッカー (Trevor Fitzgerald Booker 1987年11月25日 - )は、アメリカ合衆国サウスカロライナ州出身の元プロバスケットボール選手。NBAのワシントン・ウィザーズなどに所属していた。

## 来歴
クレムゾン大学で4年間プレーした後、2010年のNBAドラフトでミネソタ・ティンバーウルブズから23位で指名されるも、当日に交渉権がワシントン・ウィザーズに移動。2014年までプレーするも、ウィザーズは同タイプのケビン・セラフィンと再契約することを決め、ブッカーにクオリファイング・オファーを提示しないことを決定。ブッカーは2014年7月12日にユタ・ジャズと2年契約を結んだ。2015年4月11日のポートランド・トレイルブレイザーズ戦では、自己最高の36得点を記録した。
2016年7月2日、ブルックリン・ネッツと契約した。
2017年12月7日、フィラデルフィア・セブンティシクサーズに移籍した。2月28日、76ersから解雇された。3月3日、インディアナ・ペイサーズと契約した。

## 人物
- NBA選手のジョーダン・ヒルは、従兄弟にあたる。
- 学生時代から背番号は "35" を着けていたが、ユタ・ジャズ加入後は"33"に変更している。
- 2015年2月、それまで先発センターを務めていたエネス・カンターがオクラホマシティ・サンダーに移籍し、サンダー加入後は得点・リバウンドとも大きく数字を延ばし、カンターが「ジャズのオフェンススタイルは、非常にやり難かった」と発言したのに対し、ブッカーは「彼はチームに勝利をもたらすことが出来ない典型的な選手だ」と反論した。